# 在日加纳人
在日加纳人，是指祖先或本人有加納人血統的日本人。

## 概觀
根據日本法務省外國人登記處，在2015年有2005個在日加纳人。他們在1990年代初開始作為外勞來到日本，主要從事飲食業和建築業，一些人與日本人結婚取得國籍，他們主要生活在东京城市群一帶。